# Joseph Méry

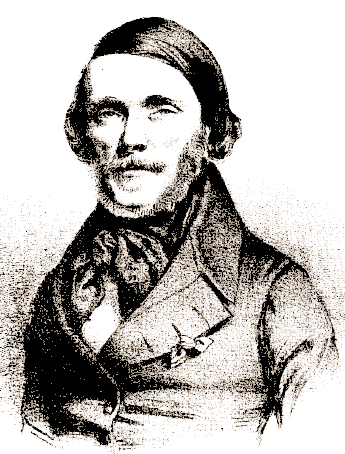
Joseph Méry

Joseph Méry (* 21. Januar 1798 in Marseille; † 17. Juni 1866 in Paris) war ein französischer Dichter.

## Leben
Méry kam 1824 nach Paris, wo er mit Auguste-Marseille Barthélemy die berühmten politischen Satiren herausgab, arbeitete 1831 an dem satirischen Wochenblatt Nemesis, und reiste anschließend nach Italien und England.
Ein geistvoller Mann, mit Phantasie und Belesenheit, war Méry eine der Hauptzierden der feinen Zirkel; seine Formengewandtheit und sein Stil erregten allgemeine Bewunderung.
Von seinen eignen Gedichten sind zu erwähnen Napoléon en Italie (1859) und viele Gelegenheitsgedichte. Seine Romane haben einen großen Leserkreis gefunden; die bekanntesten sind:
- Scènes de la vie italienne (1837)
- Les nuits de Londres (1840, 2 Bde.)
- Un amour dans l’avenir (1841, 2 Bde.)
- Héva (1843)
- Die Sammlung Nouvelles nouvelles (1853)

Von seinen Theaterstücken sind hervorzuheben die Komödien:
- L’univers et la maison (1846)
- Le club des femmes (1848)
- Une veuve inconsolabie (1850)
- L’essai du mariage (1855)
- Les deux Frontins (1858)
- La fiancée aux millions (1864)

Verschiedene Schauspiele:
- La battaille de Toulouse, Basis für Giuseppe Verdis Oper La battaglia di Legnano
- Le chariot d’enfant
- Gusman le brave

Libretti:
- L’imagier de Harlem
- Herculanum, Oper von Félicien David
- Jeanne d’Arc und zwei Bände Salonstücke (Théâtre de salon, 1861 und 1865).
- Don Carlos, Oper von Giuseppe Verdi. Verfasst in Zusammenarbeit mit Camille du Locle; Méry verstarb noch vor der Uraufführung.

Außerdem gibt es von ihm eine Anzahl kleinerer Schriften, Phantasien, Plaudereien, erotische Gedichte etc. Gemeinsam mit Amédée Achard und Laurent-Jan schrieb er unter dem Pseudonym Grimm ab 1845 für die Zeitung L’Epoque die Feuilletons Lettres parisiennes.